# Machländer Volksbote
Der Machländer Volksbote, auch Machländer Volks-Bote war eine 1895 von Leopold Kordesch gegründete private katholische Wochenzeitung, die in dessen Druckerei in Perg hergestellt wurde. Die Zeitung wurde 1929 mit dem Linzer Wochenblatt des Preßvereins vereinigt.

## Lokale Wochenzeitung
Zunächst wurde eine liberale und später eine deutsch-fortschrittliche Linie vertreten. Nach dem Tod von Kordesch führte dessen Witwe den Betrieb zunächst weiter und verkaufte diesen Ende 1895 an Bernhard Blaschök, der Druckerei und Zeitung bis zu seinem Tod 1928 führte. Dessen Witwe führte den Betrieb zunächst weiter und verkaufte diesen 1929 an den Linzer Preßverein.
Als Redakteure waren hauptsächlich die Kooperatoren der Pfarre Perg tätig, die hauptsächlich das christlich-soziale Weltbild von Wiens Bürgermeister Karl Lueger vertraten. Die Blattlinie wurde auch als katholisch-konservativ bezeichnet. Es gab Verbindungen zur Katholischen Volkspartei (später Christlichsoziale Partei). Der Auflagenhöchststand des unabhängigen Organs für den unteren Mühlkreis war 1100 Exemplare.
Die erste Ausgabe des wöchentlich erscheinenden Blattes erschien am 1. Jänner 1895 (1/1895), die letzte eigenständige Ausgabe 26. Juli 1929 (Nr. 35/1929). 1895 und 1896 hatte die Zeitung das Format 4° und danach 2°. Ab der 3. Ausgabe 1897 wurde in der Bezeichnung der Zusatz katholisches Wochenblatt für den unteren Mühlkreis und ab der 19. Ausgabe 1913 der Zusatz katholisches Wochenblatt mit reich illustrierter Unterhaltungsbeilage für den unteren Mühlkreis verwendet.
Die Zeitung trat in zahlreichen Beiträgen für den Bau der Machlandbahn sowie für den Bau der Naarntalstraße ein.
Als Redakteure fungierte zunächst Ludwig Kollermann, ab 1895 Bernhard Blaschök, Josef Lobmaier (1897/1898), Josef Birgmann (1898 bis 1902), Karl Kienbauer (1902 bis 1904), Matthias Parzer (1904 bis 1906), Johann Pfenneberger (1906 bis 1918), Franz Mayer (1918 bis 1920), David Wagnerebner (1920 bis 1923), Josef Liebl (1923 bis 1924), Bernhard Blaschök (1924 bis 1925), Josef Doppler (1925 bis 1929), zuletzt Josephine Blaschök bis zum Verkauf.
Der Machländer Volksbote erschien nach dem Verkauf an den Linzer Preßverein noch einige Jahre als Beilage des Linzer Wochenblattes bzw. des Linzer Volksblattes.